# نايجل هاو
نايجل هاو (بالإنجليزية: Nigel Howe)‏ هو مسير رياضي بريطاني، ولد في 7 أبريل 1958.